# Bulhary (Tschechien)
Bulhary (deutsch Pulgram) ist eine Gemeinde im Jihomoravský kraj (Südmähren), Okres Břeclav in Tschechien. Sie liegt acht Kilometer östlich von Mikulov (Nikolsburg). Der Ort ist als ein Straßenangerdorf angelegt.

## Geographie

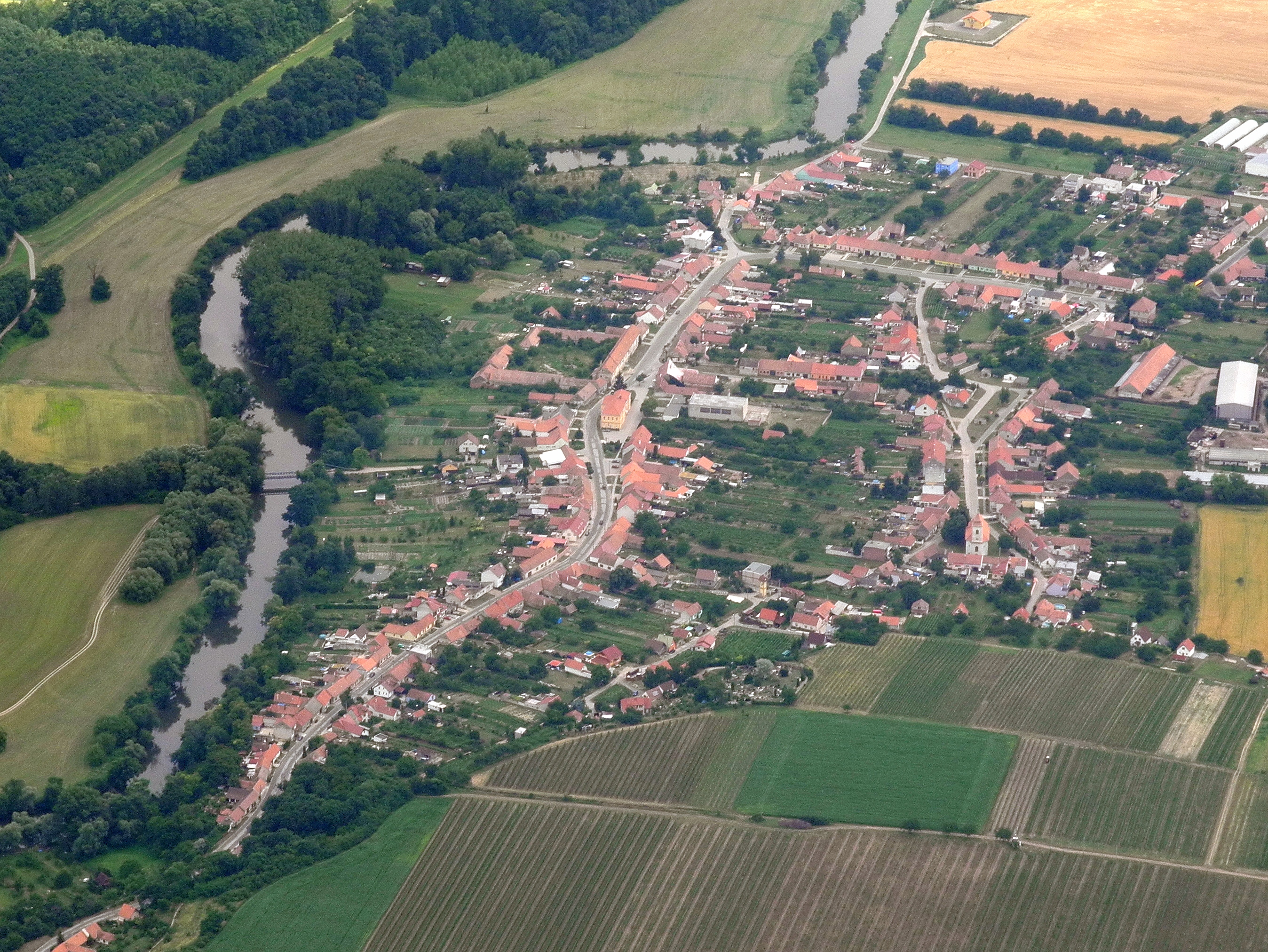
Luftaufnahme, Bulhary

Das Dorf befindet sich am rechten Ufer der Thaya und reicht im Westen an die Milovická pahorkatina, einen Ausläufer der Pollauer Berge, mit dem Heckenwald (373 m) heran.
Die Nachbarortschaften sind im Norden Nové Mlýny (Neumühl) und Přítluky (Prittlach) und im Süden Nejdek (Neudek) und Lednice (Eisgrub).

## Geschichte
Die Anlage des Ortes sowie die bis 1945 gesprochene Ui-Mundart (bairisch-österreichisch) mit ihren speziellen Bairischen Kennwörtern weisen auf eine Besiedlung durch bayrische deutsche Stämme hin, wie sie, um 1050, aber vor allem im 12/13. Jahrhundert erfolgte. Sie brachten Ackergeräte aus Eisen mit, setzten neue landwirtschaftliche Anbaumethoden sowie die ertragreiche Dreifelderwirtschaft ein.
1244 war die erste urkundliche Erwähnung, als es mit Neudek und Eisgrub von König Wenzel an Sifrit den Waisen verliehen wird. 1310 verkauft an Heinrich II. von Liechtenstein, 1414 sind im Urbar nur deutsche Bewohner verzeichnet. Seit 1545 sind im Ort radikal-reformatorische Täufer (Hutterer) nachweisbar. Die Kirche wurde lutherisch geweiht. 1574 kaufte Adam von Dietrichstein das Dorf und führte den katholischen Glauben wieder ein. 1585 bis 1785 wurde Pulgram der Pfarre Voitelsbrunn zugewiesen. Im Dreißigjährigen Krieg wird der Ort 1619 von den Ständischen niedergebrannt. Im Jahre 1622 wurden die Täufer aus Südmähren ausgewiesen, worauf diese nach Siebenbürgen weiterzogen. In den Urbaren von 1414, 1560 und 1629 finden sich wechselnde Schreibformen für Pulgram, wie „Bylgrem“, „Pulgrvm“ und „Pullgram“.
1672 wird eine einklassige Schule gebaut, mit dem Neubau 1882 wird sie dreiklassig und ab 1908 vierklassig. Zwei große Brände in den Jahren 1828 und 1833 vernichteten mehrere Gehöfe und Scheunen im Ort. In dieser Zeit wurde der herrschaftliche Meierhof aufgelöst und das Land an Bauern verpachtet.
1886 wurde eine neue Thayabrücke gebaut, um die vorherige Holzbrücke zu ersetzen. Die Freiwillige Feuerwehr wurde im Jahre 1888 gegründet. 1911/12 erfolgt der Anbau eines Turnraumes. Die Bevölkerung lebte zum Großteil von der Forst-, Vieh- und Landwirtschaft, wobei der Weinbau eine besondere Rolle einnahm. Die Reblausplage um 1900 vernichtete jedoch viele Weinstöcke und so verringerte sich die Anbaufläche bis 1945 kontinuierlich. Im Ort selbst gab es, neben Kleinhandwerk, drei Ziegeleien, eine Milchsammelstelle, eine Raiffeisenkassa und ein Lagerhaus. Große Teile des Grundbesitzes waren bis in die Zwischenkriegszeit im Eigentum der Familie Dietrichstein. Um die Jahrhundertwende wurden auf dem Ortsgebiet einige Urnengräber aus der Hallstattzeit gefunden.
Matriken werden seit 1678 geführt. Onlinesuche über das Landesarchiv Brünn. Grundbücher werden seit 1781 geführt.
Einer der Nachfolgestaaten Österreich-Ungarns nach dem Ersten Weltkrieg, 1914–1918, war die Erste Tschechoslowakische Republik. Pulgram wurde Teil dieser. 1925 wurde die Schule wieder dreiklassig, da eine neue zweiklassige Volksschule für die tschechischen Kinder gebaut wird. Die Elektrifizierung erfolgte ab 1929. Infolge des Münchner Abkommens wurde Pulgram am 1. Oktober 1938 ein Teil des deutschen Reichsgaus Niederdonau.
Nach dem Zweiten Weltkrieg, in welchem 83 Pulgramer fielen, kam die Gemeinde am 8. Mai 1945 wieder zur Tschechoslowakei zurück. Der Ort wurde von militanten Tschechen besetzt. Auf dem Kriegerdenkmal des Ersten Weltkrieges wurden die Bilder der Gefallenen entfernt und das an der Spitze des Obelisken befindliche Kreuz durch einen roten Stern ersetzt. Bis auf 40 Personen flohen alle Ortsbewohner vor den einsetzenden Nachkriegsexzessen oder wurden am 30. Mai 1945 über die Grenze nach Österreich vertrieben, wobei vier Männer und eine Frau zu Tode kamen.

## Wappen und Siegel
Das älteste bekannte Siegel des Ortes stammte aus dem 16. Jahrhundert. Es zeigt eine Umschrift, in deren Mitte sich ein Renaissanceschild befindet. Auf dem Schild ist eine beblätterte Weintraube zwischen einem Pflugeisen und einem Rebmesser über einem Fisch abgebildet. Nach den Kriegen im 17. Jahrhundert kam dieses Siegel in Vergessenheit.
Ab dem Jahre 1764 wird ein neues Siegel verwendet. Es zeigt die Großbuchstaben 'BV', unter dem sich ein von fünf Lilien umgebenes Halbrundschild mit zwei gekreuzten Fischen befindet. Im Laufe der Jahrhunderte änderte sich das Aussehen des Siegels mehrmals, wobei das Halbrundschild mit den zwei gekreuzten Fischen unverändert beibehalten wurde. Während der Zwischenkriegszeit war die Umschrift des Siegels zweisprachig.

## Bevölkerungsentwicklung
| Volkszählung                                                                  | Häuser | Einwohner insgesamt | Volkszugehörigkeit der Einwohner | Volkszugehörigkeit der Einwohner | Volkszugehörigkeit der Einwohner |
| Jahr                                                                          | Häuser | Einwohner insgesamt | Deutsche                         | Tschechen                        | andere                           |
| 1793                                                                          | 101    | 529                 |                                  |                                  |                                  |
| 1836                                                                          | 127    | 728                 |                                  |                                  |                                  |
| 1869                                                                          | 148    | 906                 |                                  |                                  |                                  |
| 1880                                                                          | 164    | 1.044               | 1.016                            | 7                                | 19                               |
| 1890                                                                          | 189    | 1.008               | 947                              | 49                               | 12                               |
| 1900                                                                          | 208    | 1.097               | 979                              | 108                              | 10                               |
| 1910                                                                          | 233    | 1.109               | 1.049                            | 50                               | 10                               |
| 1921                                                                          | 247    | 1.124               | 979                              | 117                              | 28                               |
| 1930                                                                          | 288    | 1.144               | 940                              | 183                              | 21                               |
| 1939                                                                          |        | 997                 |                                  |                                  |                                  |
| Quelle: 1793, 1836, 1850 aus: Südmähren von A–Z, Frodl, Blaschka              |        |                     |                                  |                                  |                                  |
| Sonstige: Historický místopis Moravy a Slezska v letech 1848–1960, sv.9. 1984 |        |                     |                                  |                                  |                                  |

## Sehenswürdigkeiten
- Kirche St. Aegidius erbaut 1580, abgetragen 1781 und neu aufgebaut im Jahre 1783. Haupt- und Seitenaltar von Martin Schmidt (Kremser Schmidt).
- Friedhof außerhalb des Ortes
- Pfarrhof (1785)
- Statue Hl. Johannes der Täufer
- Schule (1672)

## Sagen aus dem Ort
- Der verwunschene Jäger[16]

## Persönlichkeiten
- Alfred Vogel (* 1926). In Eisgrub geboren. Aufgewachsen in Pulgram. Pädagoge. Heimatforscher. Träger des Bundesverdienstkreuzes und Josef-Freising-Preises.